# هارتي
حارتي ( (بالصومالية: Harti)‏ ، (بالعربية: هرتي) ، وتعني "الرجل القوي" ، هي عائلة عشيرة صومالية تنتمي إلى عشيرة دارود .  تشمل العشائر الفرعية الرئيسية ماجرتين والبهانتة ووارسانغيلي وتينلي ومجانلبي وكابتانلي و دشيشى ،  بينما تتكون العشائر الفرعية الأخرى من كسكي قبي وجيس جولي وليبان جيشي.  
استقرت العشيرة في قمة القرن الأفريقي ومحيطه ،  وفي الجنوب ، تستقر العشيرة على جانبي الحدود الكينية الصومالية .   